# Natação no Campeonato Mundial de Esportes Aquáticos de 2019 - 100 m peito masculino
A prova dos 100 metros peito masculino da natação no Campeonato Mundial de Esportes Aquáticos de 2019 ocorreu nos dias 21 de julho e 22 de julho, em Gwangju, na Coreia do Sul. 

## Recordes
Antes desta competição, os recordes mundiais e do campeonato nesta prova eram os seguintes:
| Tipo                  | Atleta     | Tempo | Local     | Data                |
| --------------------- | ---------- | ----- | --------- | ------------------- |
|                       | Adam Peaty | 57.10 | Glasgow   | 4 de agosto de 2018 |
| Recorde do campeonato | Adam Peaty | 57.47 | Budapeste | 24 de julho de 2017 |

Os seguintes novos recordes foram estabelecidos durante esta competição. 
| Data        | Prova     | Nadador    | Nacionalidade | Tempo | Recordes |
| ----------- | --------- | ---------- | ------------- | ----- | -------- |
| 21 de julho | Semifinal | Adam Peaty | Reino Unido   | 56.88 | ,        |

## Medalhistas
| Ouro             | Prata             | Bronze          |
| Adam Peaty (GBR) | James Wilby (GBR) | Yan Zibei (CHN) |

## Cronograma
Todos os horários são locais (UTC+9). 
| Data        | Hora  | Evento        |
| ----------- | ----- | ------------- |
| 21 de julho | 11:54 | Eliminatórias |
| 21 de julho | 20:51 | Semifinal     |
| 22 de julho | 20:02 | Final         |

## Resultados

### Eliminatórias
Esses foram os resultados das eliminatórias. Foram realizadas no dia 21 de julho com início às 11:54. 
| Pos. | Bateria | Raia | Nadador                 | Nacionalidade                   | Tempo   | Notas            |
| ---- | ------- | ---- | ----------------------- | ------------------------------- | ------- | ---------------- |
| 1    | 9       | 4    | Adam Peaty              | Reino Unido                     | 57.59   | Q                |
| 2    | 8       | 4    | Ilya Shymanovich        | Bielorrússia                    | 58.87   | Q                |
| 3    | 9       | 5    | Yasuhiro Koseki         | Japão                           | 58.91   | Q                |
| 4    | 8       | 5    | Yan Zibei               | China                           | 59.13   | Q                |
| 5    | 7       | 4    | James Wilby             | Reino Unido                     | 59.15   | Q                |
| 6    | 9       | 1    | Matthew Wilson          | Austrália                       | 59.17   | Q                |
| 7    | 9       | 7    | João Gomes Júnior       | Brasil                          | 59.25   | Q                |
| 8    | 9       | 6    | Andrew Wilson           | Estados Unidos                  | 59.26   | Q                |
| 9    | 9       | 3    | Anton Chupkov           | Rússia                          | 59.31   | Q                |
| 10   | 8       | 6    | Kirill Prigoda          | Rússia                          | 59.32   | Q                |
| 11   | 8       | 3    | Arno Kamminga           | Países Baixos                   | 59.39   | Q                |
| 12   | 8       | 1    | Wang Lizhuo             | China                           | 59.44   | Q                |
| 13   | 8       | 2    | Dmitriy Balandin        | Cazaquistão                     | 59.56   | Q                |
| 14   | 7       | 6    | Nicolò Martinenghi      | Itália                          | 59.58   | Q                |
| 15   | 7       | 5    | Fabio Scozzoli          | Itália                          | 59.61   | Q                |
| 16   | 7       | 7    | Andrius Šidlauskas      | Lituânia                        | 59.75   | Q                |
| 17   | 8       | 8    | Darragh Greene          | Irlanda                         | 59.82   | Recorde nacional |
| 18   | 8       | 7    | Felipe Lima             | Brasil                          | 1:00.00 |                  |
| 19   | 9       | 2    | Michael Andrew          | Estados Unidos                  | 1:00.04 |                  |
| 20   | 7       | 1    | Fabian Schwingenschlögl | Alemanha                        | 1:00.12 |                  |
| 21   | 9       | 8    | Giedrius Titenis        | Lituânia                        | 1:00.20 |                  |
| 22   | 7       | 2    | Berkay-Ömer Öğretir     | Turquia                         | 1:00.26 |                  |
| 23   | 7       | 3    | Tobias Bjerg            | Dinamarca                       | 1:00.29 |                  |
| 24   | 7       | 0    | Anton Sveinn McKee      | Islândia                        | 1:00.32 | Recorde nacional |
| 25   | 7       | 9    | Martin Allikvee         | Estónia                         | 1:00.60 |                  |
| 26   | 8       | 9    | Erik Persson            | Suécia                          | 1:00.66 |                  |
| 27   | 8       | 0    | Richard Funk            | Canadá                          | 1:00.73 |                  |
| 28   | 5       | 2    | Denis Petrashov         | Quirguistão                     | 1:00.94 | Recorde nacional |
| 29   | 6       | 8    | Nikola Obrovac          | Croácia                         | 1:01.18 | Recorde nacional |
| 29   | 9       | 0    | Michael Houlie          | África do Sul                   | 1:01.18 |                  |
| 31   | 6       | 6    | Youssef El-Kamash       | Egito                           | 1:01.24 |                  |
| 31   | 7       | 8    | Moon Jae-kwon           | Coreia do Sul                   | 1:01.24 |                  |
| 33   | 9       | 9    | Jorge Murillo           | Colômbia                        | 1:01.45 |                  |
| 34   | 6       | 9    | Jan Kałusowski          | Polónia                         | 1:01.49 |                  |
| 35   | 6       | 4    | Tomáš Klobučník         | Eslováquia                      | 1:01.65 |                  |
| 36   | 6       | 5    | Valentin Bayer          | Áustria                         | 1:01.68 |                  |
| 37   | 5       | 6    | Itay Goldfaden          | Israel                          | 1:01.69 |                  |
| 38   | 6       | 2    | Yannick Käser           | Suíça                           | 1:01.85 |                  |
| 39   | 5       | 3    | Peter John Stevens      | Eslovênia                       | 1:01.90 |                  |
| 40   | 5       | 0    | Lyubomir Epitropov      | Bulgária                        | 1:02.04 |                  |
| 41   | 5       | 9    | Chao Man Hou            | Macau                           | 1:02.14 | Recorde nacional |
| 42   | 6       | 7    | Chen Chih-ming          | Taipé Chinesa                   | 1:02.18 |                  |
| 43   | 4       | 5    | Martin Melconian        | Uruguai                         | 1:02.21 | Recorde nacional |
| 44   | 5       | 5    | Renato Prono            | Paraguai                        | 1:02.28 |                  |
| 45   | 5       | 1    | Miguel Chávez           | México                          | 1:02.37 |                  |
| 46   | 6       | 0    | Dávid Horváth           | Hungria                         | 1:02.38 |                  |
| 47   | 6       | 3    | Vladislav Mustafin      | Uzbequistão                     | 1:02.48 |                  |
| 48   | 5       | 4    | Édgar Crespo            | Panamá                          | 1:02.62 |                  |
| 49   | 5       | 7    | Lionel Khoo             | Singapura                       | 1:02.66 |                  |
| 50   | 4       | 6    | Amro Al-Wir             | Jordânia                        | 1:02.75 | Recorde nacional |
| 51   | 4       | 4    | James Deiparine         | Filipinas                       | 1:02.84 |                  |
| 52   | 5       | 8    | S.P. Likhith            | Índia                           | 1:02.90 |                  |
| 53   | 4       | 9    | Adriel Sanes            | Ilhas Virgens Americanas        | 1:02.91 | Recorde nacional |
| 54   | 4       | 3    | Taichi Vakasama         | Fiji                            | 1:03.18 |                  |
| 55   | 4       | 7    | Daniils Bobrovs         | Letônia                         | 1:03.32 |                  |
| 56   | 6       | 1    | Mykyta Koptyelov        | Ucrânia                         | 1:03.47 |                  |
| 57   | 4       | 8    | Julio Horrego           | Honduras                        | 1:03.55 |                  |
| 58   | 4       | 2    | Izaak Bastian           | Bahamas                         | 1:03.60 |                  |
| 59   | 4       | 0    | Sebastien Kouma         | Mali                            | 1:04.03 |                  |
| 60   | 3       | 3    | Adrian Robinson         | Botswana                        | 1:04.26 |                  |
| 61   | 1       | 7    | Benjamin Schulte        | Guam                            | 1:04.40 |                  |
| 62   | 3       | 8    | Ryan Maskelyne          | Papua-Nova Guiné                | 1:04.44 |                  |
| 63   | 4       | 1    | Fausto Huerta           | República Dominicana            | 1:04.65 |                  |
| 64   | 3       | 4    | Yu Hin Michael Ng       | Hong Kong                       | 1:04.66 |                  |
| 65   | 3       | 6    | Tasi Limtiaco           | Estados Federados da Micronésia | 1:05.10 |                  |
| 66   | 3       | 7    | Ronan Wantenaar         | Namíbia                         | 1:05.17 |                  |
| 67   | 3       | 9    | Micah Masei             | Samoa Americana                 | 1:05.24 |                  |
| 68   | 3       | 1    | Liam Davis              | Zimbabwe                        | 1:05.39 |                  |
| 69   | 3       | 0    | Giacomo Casadei         | San Marino                      | 1:05.96 |                  |
| 70   | 1       | 2    | Rashed Al-Tarmoom       | Kuwait                          | 1:06.35 |                  |
| 71   | 2       | 2    | Rainier Rafaela         | Curaçau                         | 1:06.41 |                  |
| 72   | 3       | 2    | Arnoldo Herrera         | Costa Rica                      | 1:06.42 |                  |
| 73   | 3       | 5    | Santiago Cavanagh       | Bolívia                         | 1:06.44 |                  |
| 74   | 1       | 1    | Muhammad Ahmad          | Brunei                          | 1:06.51 |                  |
| 75   | 1       | 6    | Jonathan Raharvel       | Madagáscar                      | 1:06.53 |                  |
| 76   | 2       | 6    | Malcolm Richardson      | Ilhas Cook                      | 1:06.64 |                  |
| 77   | 2       | 5    | Filipe Gomes            | Malawi                          | 1:07.51 |                  |
| 78   | 2       | 4    | Mohammad Islam          | Bangladesh                      | 1:07.74 |                  |
| 79   | 2       | 3    | Günsennorovyn Zandanbal | Mongólia                        | 1:07.92 |                  |
| 80   | 2       | 1    | Alex Joachim            | São Vicente e Granadinas        | 1:08.14 |                  |
| 81   | 1       | 5    | Amini Fonua             | Tonga                           | 1:08.32 |                  |
| 82   | 2       | 7    | Abobakr Abass           | Sudão                           | 1:09.34 |                  |
| 83   | 2       | 0    | Kumaren Naidu           | Zâmbia                          | 1:10.13 |                  |
| 84   | 2       | 8    | Shuvam Shrestha         | Nepal                           | 1:11.74 |                  |
| 85   | 1       | 3    | Yaya Yeressa            | Guiné                           | 1:19.66 |                  |
| 86   | 1       | 4    | Lennosuke Suzuki        | Marianas Setentrionais          | 1:20.97 |                  |
| 87   | 2       | 9    | Gildas Koumondji        | Benim                           | 1:26.57 |                  |

### Semifinal
Esses foram os resultados das semifinais. Foram realizadas no dia 21 de julho com início às 20:51 
Semifinal 1
| Pos. | Raia | Nadador            | Nacionalidade  | Tempo | Notas |
| ---- | ---- | ------------------ | -------------- | ----- | ----- |
| 1    | 5    | Yan Zibei          | China          | 58.67 | Q,    |
| 2    | 6    | Andrew Wilson      | Estados Unidos | 58.95 | Q     |
| 3    | 2    | Kirill Prigoda     | Rússia         | 59.21 | Q     |
| 4    | 3    | Matthew Wilson     | Austrália      | 59.26 |       |
| 5    | 4    | Ilya Shymanovich   | Bielorrússia   | 59.38 |       |
| 6    | 8    | Andrius Šidlauskas | Lituânia       | 59.66 |       |
| 7    | 7    | Wang Lizhuo        | China          | 59.79 |       |
| 8    | 1    | Nicolò Martinenghi | Itália         | DSQ   | DSQ   |

Semifinal 2
| Pos. | Raia | Nadador           | Nacionalidade | Tempo | Notas |
| ---- | ---- | ----------------- | ------------- | ----- | ----- |
| 1    | 4    | Adam Peaty        | Reino Unido   | 56.88 | Q,    |
| 2    | 3    | James Wilby       | Reino Unido   | 58.83 | Q     |
| 3    | 5    | Yasuhiro Koseki   | Japão         | 58.89 | Q     |
| 4    | 1    | Dmitriy Balandin  | Cazaquistão   | 59.03 | Q,    |
| 5    | 2    | Anton Chupkov     | Rússia        | 59.15 | Q     |
| 6    | 8    | Fabio Scozzoli    | Itália        | 59.22 |       |
| 7    | 6    | João Gomes Júnior | Brasil        | 59.32 |       |
| 8    | 7    | Arno Kamminga     | Países Baixos | 59.49 |       |

### Final
A final foi realizada em 22 de julho às 20:02. 
| Pos.              | Raia | Nadador          | Nacionalidade  | Tempo | Notas            |
| ----------------- | ---- | ---------------- | -------------- | ----- | ---------------- |
| Medalha de ouro   | 4    | Adam Peaty       | Reino Unido    | 57.14 |                  |
| Medalha de prata  | 3    | James Wilby      | Reino Unido    | 58.46 |                  |
| Medalha de bronze | 5    | Yan Zibei        | China          | 58.63 | Recorde asiático |
| 4                 | 6    | Yasuhiro Koseki  | Japão          | 58.93 |                  |
| 5                 | 8    | Kirill Prigoda   | Rússia         | 59.09 |                  |
| 6                 | 2    | Andrew Wilson    | Estados Unidos | 59.11 |                  |
| 7                 | 7    | Dmitriy Balandin | Cazaquistão    | 59.14 |                  |
| 8                 | 1    | Anton Chupkov    | Rússia         | 59.19 |                  |

Legenda
| Recorde mundial       | Recorde mundial (World record)               |                       | Recorde africano                      | Recorde africano (African) |                                           | Q | Classificado por posição (Qualified) |
| Recorde do campeonato | Recorde do campeonato (Championship record)  | Recorde da América    | Recorde da América (Americas)         | q                          | Classificado por melhor tempo (Qualified) |   |                                      |
| Melhor marca do ano   | Melhor marca do ano (World leading)          | Recorde asiático      | Recorde asiático (Asian)              | DNS                        | Não largou (Did not start)                |   |                                      |
| Recorde nacional      | Recorde nacional (National record)           | Recorde europeu       | Recorde europeu (European)            | DNF                        | Não terminou (Did not finish)             |   |                                      |
| Recorde pessoal       | Recorde pessoal do atleta (Personal best)    | Recorde da Oceania    | Recorde da Oceania (Oceania)          | DSQ / DQ                   | Desclassificado (Disqualified)            |   |                                      |
| Recorde da temporada  | Recorde da temporada do atleta (Season best) | Recorde sul-americano | Recorde sul-americano (South America) | NM                         | Sem marca (No mark)                       |   |                                      |